# Geoffroi de Ragusa
Geoffroi sau Godefroi a fost cel de al doilea fiu al contelui normand Roger I de Sicilia.
Geoffroi a fost probabil un bastard, ca și fratele său mai mare, Iordan, însă există posibilitatea să fi fost fiu legitim avut de Roger I fie cu Iudith d'Évreux fie cu Eremburga de Mortain. Indiferent de acestea, el nu a avut nicio șansă de moștenire, din cauză că suferea de lepră (morbus elephantinus), potrivit descrierii lui Goffredo Malaterra sau de vreo boală similară. El nu s-a căsătorit niciodată, deși fusese logodit cu una dintre fiicele lui Bonifaciu del Vasto, margraful Liguriei apusene.
Tatăl său Roger I nu l-a iubit mai puțin decât pe ceilalți copii ai săi și i-a încredințat spre conducere comitatul de  Ragusa. Geoffroi s-a retras la o mănăstire pentru restul zilelor și a murit cândva între 1096 și 1120.